# قنصور شجري
قنصور شجري أو قلوته أو سَنا بري أو سنا كاذب (الاسم العلمي: Colutea arborescens) هي نوع نباتي يتبع جنس القنصور من فصيلة البقولية.
هي نوع نباتي يتبع جنس القنصور من فصيلة البقولية.

## التسمية
يسمى أيضاً سنا كاذب، سنا بري، سنا أندلسي وكولوتية شجرية.